# Negib Azoury
Negib Azoury, auch Neguib, Naguib oder Nadschib Azuri (arabisch نجيب عازوري Nadschīb ʿĀzūrī, geboren um 1870 (um 1873 nach Benny Morris) im Libanon, Osmanisches Reich; gestorben 1916 in Kairo), war ein libanesischer Publizist, Antisemit und politischer Aktivist. Azoury wird zuweilen als „der erste arabische Nationalist“ bezeichnet.

## Leben
Negib Azoury stammte der syrischen Oberschicht. Die Familie war maronitisch. Als sein Geburtsjahr wird 1870 angenommen, er wurde wahrscheinlich im Dorf 'Azur im südlichen Libanon geboren.
Azoury studierte an der Mülkiye in Konstantinopel und an der Sciences Po in Paris. Im Jahr 1898 erhielt er die Stelle eines Assistenten des Gouverneurs von Jerusalem. Von der Effizienz seiner Arbeit war der französische Generalkonsul in Jerusalem Ferdinand Wiet, später dienstlich befragt, nicht überzeugt. Er heiratete 1904 die Schwester des Bishara Habib, der als Dragoman beim Jerusalemer Gouverneur beschäftigt war, sie hatten eine Tochter und einen Sohn. Nach einem Streit mit dem Gouverneur floh Azoury 1904 nach Kairo und erhob Korruptionsvorwürfe gegen den Gouverneur und auch seinen Schwager in einer Kairoer Zeitung. Der Streit wurde von Dritten als eine interne Auseinandersetzung in der Oberschicht um die Pfründevergabe bewertet.
Ende 1904 emigrierte Azoury nach Paris, wo er in französischer Sprache verschiedene Beiträge zur politischen Situation im Osmanischen Reich veröffentlichte.
Im Jahr 1905 erschien in Paris seine Schrift Le Réveil de la Nation Arabe dans l'Asie Turque en présence des intérêts et des rivalités des puissances étrangères, de la Curie Romaine et du Patriarcat Occuménique. Partie asiatique de la question d’Orient et programme de la Ligue de la Patrie Arabe. Auszüge aus dem Pamphlet wurden bereits 1905 ins Arabische übersetzt und kursierten als Flugschriften in Palästina. Die Schrift Le Réveil de la Nation Arabe wurde erstmals 1975 als Ganzes ins Arabische übersetzt. Nach eigenen Angaben im Buch bereitete er weitere Schriften mit den Themen Le Péril Juif universel, La Patrie arabe und Les puissances étrangères et la question des sanctuaires chrétiens de Terre Sainte vor, keine davon erschien in den Folgejahren. Azoury gründete eine Ligue de la patrie arabe. Über deren Mitgliederzahl gibt es keine Angaben. Möglicherweise war er das einzige Mitglied. Außerdem brachte Azoury 1907/08 zusammen mit dem französischen Diplomaten Eugène Jung (1863–1936) die französischsprachige Zeitschrift L’indépendance arabe heraus, von der 18 Ausgaben erschienen. Er hatte in Paris und Kairo Kontakt zu René Pinon und Ludovic de Contenson.
Gegenüber dem französischen Außenministerium behauptete er 1907, ein arabisches Comité nationale oder eben jene Ligue de la patrie arabe zu repräsentieren. Seine Bemühungen, vom Außenministerium Auftrag und Geld als Experte für eine Studie im französisch kontrollierten Nordafrika zu bekommen, um die dortigen Unabhängigkeitsbestrebungen zu kontrollieren, blieben erfolglos. Gleichwohl wurden seine Schriften in der französischen Diplomatie aufmerksam rezipiert.
Azoury sympathisierte mit den Jungtürken, die in Opposition zu Abdülhamid II. standen. Nach einer Amnestie für „politische Verbrechen“ bewarb er sich 1908 erfolglos bei Wahlen der Zweiten osmanische Verfassungsperiode im Bezirk Jaffa mit einem Wahlprogramm, welches keine der Thesen seiner Pariser Kampfschrift enthielt. Die Historikerin Michelle U. Campos schreibt, dass er keinerlei öffentliche Unterstützung erhielt. Neville Mandel gibt an, dass seine Wahlniederlage auch auf seine christliche Herkunft zurückgeführt wurde. Er lebte von da an wieder in Kairo, wo er sich der „Ägyptischen Liberalen Partei“ anschloss und eine Zeit als außenpolitischer Sprecher der „Jungen Ägypter“ fungierte.
Azourys Hauptschrift trug auf der Titelseite das Motto:
Les Pays arabes aux Arabes, le Kourdistan aux Kurdes, l’Armenie aux Armeniens, les pays turcs aux Turcs, l’Albanie aux Albanais, les Iles de l'Archipel a la Grèce et la Macedoine partagée entre les Grecs, les Serbes et les Bulgares.
Azourys Visionen waren ein Ende des Osmanischen Reichs und die Gründung eines arabischen Reichs, das aus Mesopotamien, Syrien, Palästina und der arabischen Halbinsel bestehen sollte. Die Christen in diesem Reich sollten sich in einer arabischsprachigen orthodoxen Kirche vereinigen. Der vierte Hauptpunkt seiner Schrift betonte die Gefahren, die mit der zionistischen Bewegung und der jüdischen Einwanderung für die Araber in Palästina verbunden waren, er prophezeite eine Auseinandersetzung, die nicht in einer Koexistenz enden könne. Azoury knüpfte an antisemitische Narrative an, die eine Weltverschwörung des Judentums behaupteten, und er suchte in Frankreich Anschluss bei den Antidreyfusianern. Azourys Schrift wurde von den Zionisten in Odessa aufmerksam registriert.
Azoury warb für die europäische Unterstützung des von ihm behaupteten Unabhängigkeitsstrebens der Araber und diskutierte in seiner Schrift die Interessenlagen der europäischen Großmächte, wobei seine ausgesprochenen Sympathien bei einem verstärkten Einfluss Frankreichs lagen. Wenn auch in Zweifel gezogen wird, ob die Schrift in der arabischen Welt zur Kenntnis genommen wurde, so erregte sie doch zumindest die Aufmerksamkeit der britischen und französischen Diplomaten. Der deutsche Arabist Martin Hartmann (1851–1918) zählte Azoury zu den Intriganten, die für Geld die lokalen Konflikte im Interesse der Großmächte schürten.

## Schriften
- Négib Azoury: Le réveil de la Nation arabe dans l'Asie turque. Paris, 1905